# Fernão Garcia de Bragança
Fernão Garcia de Bragança (antes de 1206 - depois de 1238), foi um rico-homem e cavaleiro medieval do reino de Portugal. Terá sido o último Braganção legítimo a ocupar um cargo curial.

## Biografia
Fernão era filho de Garcia Pires de Bragança e da sua esposa, Gontinha Soares de Tougues, pertencendo desta forma a uma das mais notáveis linhagens do Reino de Portugal, os Bragançãos. Esta família reveste-se de especial importância, pois para além do seu domínio incontestável na atual região de Trás-os-Montes, que integrava os seus domínios fronteiriços, que podiam facilmente mudar a fação do reino que apoiava (entre Portugal e Leão), destacava-se a sua reputação de valentes guerreiros. A acrescentar a estas qualidades, e a acreditar nos Livros de Linhagens, o seu trisavô, Fernão Mendes I, teria casado com uma infanta filha de Afonso VI de Leão, dando-lhe desta forma um poder equiparável ao do seu suposto cunhado Henrique de Borgonha.
A sua aparição na corte foi muito breveː exerceu o cargo tenencial em Bragança entre 1237 e 1238. Terá sido também ele quem, segundo os Livros de Linhagens, armou o seu primo Nuno Martins de Chacim como cavaleiro. .

## Descendência
Fernão não casou, mas de barregã teveː
- Pedro Fernandes II de Bragança chamado O Pequeno[5].